# Bob Suter
Robert Allen Suter (* 16. Mai 1957 in Madison, Wisconsin; † 9. September 2014 ebenda) war ein US-amerikanischer Eishockeyspieler und -trainer. Bei den Olympischen Winterspielen 1980 gewann er als Mitglied der US-amerikanischen Nationalmannschaft die Goldmedaille.

## Karriere
Bob Suter begann seine Karriere als Eishockeyspieler an der University of Wisconsin, die er von 1977 bis 1979 besuchte, während er parallel für deren Eishockeymannschaft in der National Collegiate Athletic Association spielte. 1979 wurde er dabei in das zweite All-Star Team der Western Collegiate Hockey Association gewählt. Die Saison 1978/79 beendete er bei den Tulsa Oilers aus der Central Hockey League, für die er in seinem Rookiejahr im professionellen Eishockey in sieben Spielen drei Tore vorbereitete. In der Saison 1979/80 trat er für das Team USA bei dessen Olympiavorbereitung an. Nach einjähriger Pause lief er in der Saison 1981/82 noch einmal in der Central Hockey League auf, diesmal für die Nashville South Stars. Anschließend beendete er seine aktive Karriere bereits im Alter von 25 Jahren.
Von 1984 bis 1986 war Suter als Cheftrainer der Madison Capitols aus der Juniorenliga United States Hockey League tätig.

### International
Für die USA nahm Suter an der Weltmeisterschaft 1981 teil. Zudem stand er im Aufgebot seines Landes bei den Olympischen Winterspielen 1980 in Lake Placid, bei denen er mit seiner Mannschaft die Goldmedaille gewann.

## Erfolge und Auszeichnungen
- 1979 WCHA Second All-Star Team
- 1980 Goldmedaille bei den Olympischen Winterspielen

## Familie
Sein Bruder Gary Suter war ebenfalls ein professioneller Eishockeyspieler. Auch seine Söhne Garrett Suter und Ryan Suter sowie sein Neffe Jeremy Dehner sind professionelle Eishockeyspieler.